# 운트리우늄
운트리우늄(Untriunium)은 미발견된 원소의 임시 이름으로 원소 기호는 Utu, 원자 번호는 131번이다.

## 같이 보기
- 체계적 원소 이름